# Mohamed Amsif
Mohamed Amsif (Düsseldorf, 4 de janeiro de 1992) é um futebolista profissional marroquino, nascido na Alemanha, que atua como goleiro.

## Carreira
Mohamed Amsif fez parte do elenco da Seleção Marroquina de Futebol nas Olimpíadas de 2012.